# If I Should Fall from Grace with God
If I Should Fall from Grace with God ist das dritte Studioalbum der britischen Folk-Band The Pogues und wurde im Januar 1988 veröffentlicht. Es erreichte in den britischen Alben-Charts Platz 3.

## Geschichte
Das Album distanzierte sich von den früheren, Folk-Punk-basierten Aufnahmen der Band durch stärkere Kommerzialität und die Vermischung des Stils der Pogues mit z. B. Jazz und der traditionellen Musik Spaniens und des Mittleren Ostens.
If I Should Fall from Grace with God war das erste Album der Pogues, das ein komplettes Schlagzeugset beinhaltete. Außerdem zum ersten Mal auf einem Studioalbum in LP-Länge zu hören waren Terry Woods und Darryl Hunt, von denen letzterer Cait O’Riordan ersetzte.
Auf dem Cover der LP bzw. CD sind die Bandmitglieder mit ihren Instrumenten abgebildet. Das alternativen Cover des Albums für Nordamerika ist eine Collage von Fotos der Bandmitglieder, in der die Gesichter der Mitglieder das des irischen Schriftstellers James Joyce überlagern. Joyce ist im Bild als Vierter von links zu sehen.
Das als Single ausgekoppelte Fairytale of New York erreichte in den britischen Charts den zweiten Platz. Anfänglich war es als Duett zwischen MacGowan und Cait O’Riordan geplant; nachdem O’Riordan jedoch die Band verlassen hatte, wurde sie von Kirsty MacColl ersetzt. Das Lied wurde bereits von vielen verschiedenen Medien zum „besten Weihnachtslied aller Zeiten“ gewählt. MacColl sollte anfangs nur die Guidevocals singen, jedoch war die Band von ihrer Leistung so beeindruckt, dass sie MacColl auch bei der endgültigen Aufnahme singen sollte. Der Song wurde erst nach den Aufnahmen mit Fairytale Of New York betitelt, nach dem gleichnamigen Roman J. P. Donleavys. Im Musikvideo zum Song hat Matt Dillon einen Kurzauftritt als der Polizist der MacGowan verhaftet. Fairytale of New York wurde unter anderem von Sinéad O’Connor, Razorlight, Third Eye Blind, Christy Moore, Dropkick Murphys, Ronan Keating, Coldplay, Amy Macdonald, sowie (mit einem deutschen Text als Weihnachtsnaach) von BAP und Nina Hagen gecovert.
Thousands Are Sailing beschreibt die Auswanderung der Iren nach Amerika und die damit verbundenen Ereignisse und Probleme. Der Song wurde ursprünglich von Philip Chevron geschrieben und von MacGowan gesungen, später sang Chevron das Lied live selbst.
Fiesta ist eine von MacGowan und Finer bearbeitete Version der Liechtensteiner Polka, die im Original von Edmund Kötscher und Rudi Lindt geschrieben wurde. MacGowan und Finer kombinieren im Lied englischen und spanischen Text, einige der Bandmitglieder bekommen kleine Rollen innerhalb des Textes (James Fearnley und die frühere Bassistin Cait O’Riordan), auch Elvis Costello und sein Album King of America (im spanischen „el rey de America“) tauchen auf.
Das Medley Streets Of Sorrow / Birmingham Six wurde teils von Terry Woods und teils von MacGowan geschrieben; beide Songs drehen sich um den Nordirlandkonflikt und die IRA. Die Birmingham Six bestanden aus Hugh Callaghan, Patrick Hill, Gerard Hunter, Richard McIlkenny, William Power und John Walker, die fälschlicherweise für Bombenanschläge in Birmingham verurteilt wurden. Der Fall ging als Justizskandal in die Geschichte ein.
In The Broad Majestic Shannon befindet sich eine Anspielung auf den Song Will You Come to the Bower. Eine Textzeile lautet: „You can ride on the tide o’er the broad Majestic Shannon, You can sail round Loch Neagh and see storied Dungannon.“
Die Songs South Australia und Battle March Medley befinden sind wegen der begrenzten Spielzeit der Schallplatte nur auf der CD-Version des Albums.

## Titelliste

### Erstveröffentlichung 1988
Seite A:
1. If I Should Fall from Grace with God (Shane MacGowan) – 2:20
2. Turkish Song of the Damned (MacGowan, Jem Finer) – 3:27
3. Bottle of Smoke (MacGowan, Finer) – 2:47
4. Fairytale of New York (featuring Kirsty MacColl) (MacGowan, Finer) – 4:36
5. Metropolis – (Finer) 2:50
6. Thousands Are Sailing (Philip Chevron) – 5:28
7. South Australia (Traditional) (1) – 3:27

Seite B:
1. Fiesta (MacGowan, Finer) – 4:13
2. Medley: The Recruiting Sergeant/The Rocky Road to Dublin/The Galway Races (Traditional) -4:03
3. Streets of Sorrow/Birmingham Six (MacGowan, Terry Woods) – 4:39
4. Lullaby of London (MacGowan) – 3:32
5. The Battle March Medley (Woods) (1) – 4:10
6. Sit Down by the Fire (MacGowan) – 2:17
7. The Broad Majestic Shannon (MacGowan) – 2:55
8. Worms (Traditional) – 1:01

### Wiederveröffentlichung 2005
1. If I Should Fall from Grace with God (Shane MacGowan) – 2:20
2. Turkish Song of the Damned (MacGowan, Jem Finer) – 3:27
3. Bottle of Smoke (MacGowan, Finer) – 2:47
4. Fairytale of New York (MacGowan, Finer) – 4:36
5. Metropolis – (Finer) 2:50
6. Thousands Are Sailing (Philip Chevron) – 5:28
7. Fiesta (MacGowan, Finer) – 4:13
8. Medley: The Recruiting Sergeant/The Rocky Road to Dublin/The Galway Races (Traditional) – 4:03
9. Streets of Sorrow/Birmingham Six (MacGowan, Terry Woods) – 4:39
10. Lullaby of London (MacGowan) – 3:32
11. Sit Down by the Fire (MacGowan) – 2:17
12. The Broad Majestic Shannon (MacGowan) – 2:55
13. Worms (Traditional) – 1:01
14. The Battle March Medley (Woods) – 4:10
15. The Irish Rover (Joseph Crofts, Traditional) (2) – 4:07
16. Mountain Dew (Traditional) (2) – 2:19
17. Shanne Bradley (MacGowan) (2) – 3:41
18. Sketches Of Spain (The Pogues) (2) – 2:14
19. South Australia (Traditional) – 3:27

## Rezeption
If I Should Fall from Grace with God wurde von der Kritik positiv rezensiert. Kurt Loder vom Magazin Rolling Stone meinte:

“Obviously the Pogues can do it all. And it sounds as if they’ve only just begun.”

„Offensichtlich können die Pogues alles. Und es hört sich an, als hätten sie gerade erst begonnen.“

Robert Christgau bewertete das Album mit B+ und schrieb in seiner Rezension:

“Neither pop nor rock nor disco crossover stays these groghounds from the swift accomplishment of their appointed rounds.”

„Weder Pop noch Rock noch Disco-Crossover halten diese Trunkenbolde davon ab, ihre gesteckten Ziele rasch zu erreichen.“

Mark Deming von AllMusic nannte es „das beste Album, das die Pogues je machen konnten“.
Der New Musical Express wählte Fairytale of New York auf Platz 194 der 500 besten Songs aller Zeiten.